# Missile Command 3D
Missile Command 3D is een videospel voor het platform Atari Jaguar. Het spel werd uitgebracht in 1995. Oorspronkelijk bedoeld als verkoopargument voor de VR headset (in samenwerking met Philips). Deze headset is echter nooit uitgebracht.